# Еджвотер (округ Волусія, Флорида)
Еджвотер (англ. Edgewater) — місто (англ. city) в США, в окрузі Волусія штату Флорида. Населення — 23 097 осіб (2020).

## Географія
Еджвотер розташований за координатами 28°57′15″ пн. ш. 80°56′29″ зх. д. / 28.95417° пн. ш. 80.94139° зх. д. (28.954286, -80.941416).  За даними Бюро перепису населення США в 2010 році місто мало площу 58,51 км², з яких 57,54 км² — суходіл та 0,97 км² — водойми.

## Демографія
Згідно з переписом 2010 року, у місті мешкало 20 750 осіб у 8786 домогосподарствах у складі 5849 родин. Густота населення становила 355 осіб/км².  Було 9929 помешкань (170/км²).
Расовий склад населення:
| - 94,1 % — білих - 2,6 % — чорних або афроамериканців - 0,9 % — азіатів - 0,3 % — корінних американців |

До двох чи більше рас належало 1,6 %. Частка іспаномовних становила 3,4 % від усіх жителів.
За віковим діапазоном населення розподілялося таким чином: 19,2 % — особи молодші 18 років, 58,7 % — особи у віці 18—64 років, 22,1 % — особи у віці 65 років та старші. Медіана віку мешканця становила 46,7 року. На 100 осіб жіночої статі у місті припадало 93,4 чоловіків;  на 100 жінок у віці від 18 років та старших — 91,3 чоловіків також старших 18 років.
Середній дохід на одне домашнє господарство  становив 54 958 доларів США (медіана — 44 155), а середній дохід на одну сім'ю — 62 518 доларів (медіана — 51 051). Медіана доходів становила 36 370 доларів для чоловіків та 31 486 доларів для жінок. За межею бідності перебувало 12,6 % осіб, у тому числі 19,8 % дітей у віці до 18 років та 6,8 % осіб у віці 65 років та старших.
Цивільне працевлаштоване населення становило 8484 особи. Основні галузі зайнятості: освіта, охорона здоров'я та соціальна допомога — 18,6 %, роздрібна торгівля — 18,4 %, мистецтво, розваги та відпочинок — 13,6 %, науковці, спеціалісти, менеджери — 9,9 %.